# Walhausen
Walhausen ist eine Ortsgemeinde im Landkreis Cochem-Zell in Rheinland-Pfalz. Sie gehört der Verbandsgemeinde Zell (Mosel) an.

## Geographie
Walhausen liegt sieben Kilometer östlich der Stadt Zell (Mosel) am oberen Ende eines Kerbtals, das durch den Biemesbach entwässert wird. Die Ortschaft umfasst Höhenlagen zwischen 430 m ü. NN und 460 m ü. NN und erstreckt sich auf einem von Norden nach Süden abfallenden Gelände. Naturräumlich lässt sich das zu etwa gleichen Teilen bewaldete und landwirtschaftlich genutzte Gemeindegebiet fast gänzlich dem Grendericher Riedelland (auch: Longkamper Hochfläche) im Moselhunsrück zuordnen, befindet sich aber bereits am Übergang in die sich östlich anschließende Äußere Hunsrückhochfläche. Unmittelbar nördlich der Ortschaft verläuft die Bundesstraße 421 zwischen Zell (Mosel) und Simmern/Hunsrück.
Walhausen grenzt (im Uhrzeigersinn) an die Ortsgemeinden Hesweiler, Blankenrath, Panzweiler, Peterswald-Löffelscheid und Schauren.

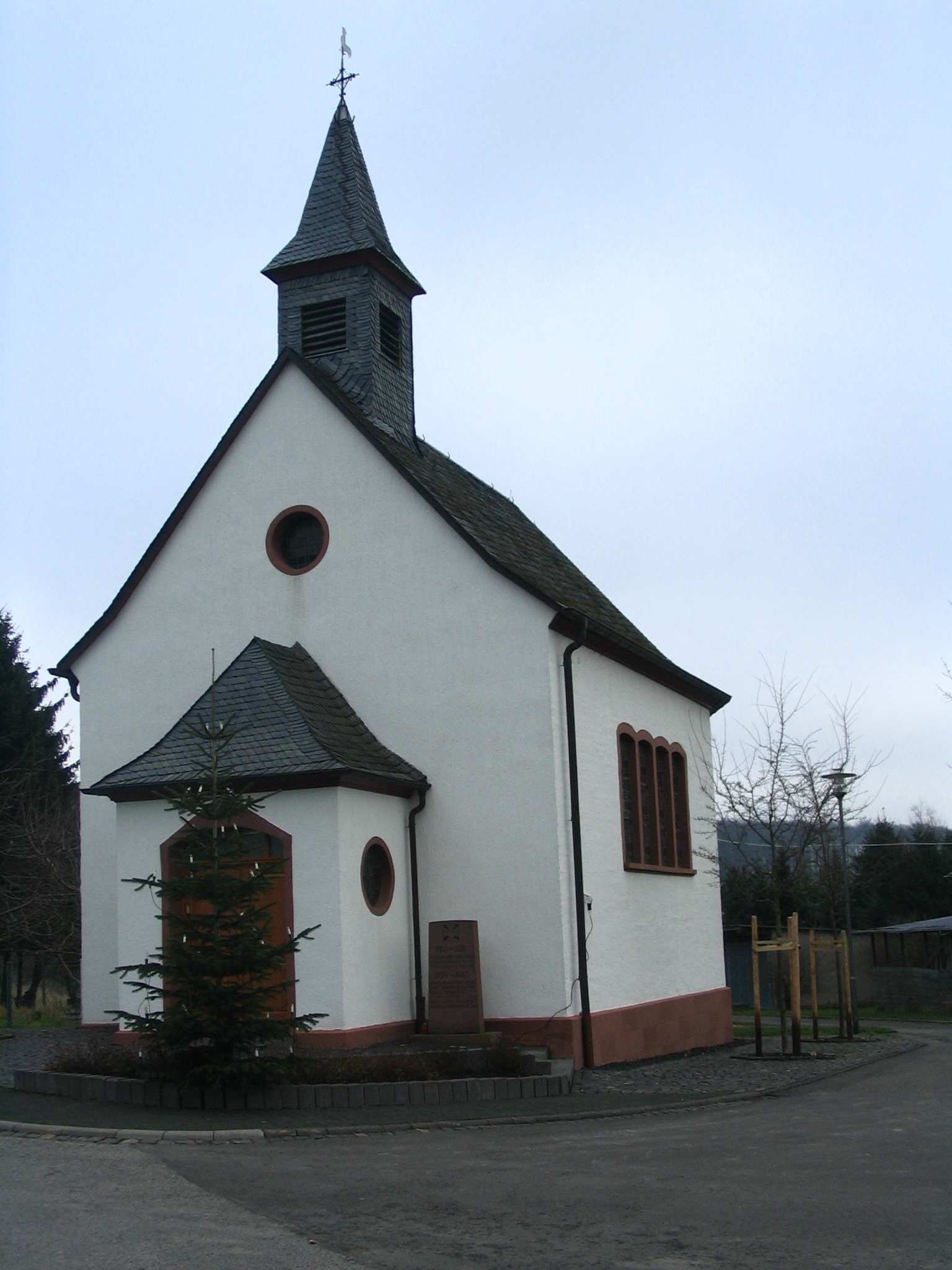
Kapelle Walhausen

## Geschichte
1475 wird ein Gut urkundlich erwähnt, welches sich in Waldenhuysen und Schuren befinde und von Friedrich von Pyrmont an Friedrich Zandt von Merl verkauft worden sei. Ab 1794 stand Walhausen unter französischer Herrschaft und gehörte von 1798 bis 1814 zum Kanton Zell im Rhein-Mosel-Département. 1815 wurde der Ort auf dem Wiener Kongress dem Königreich Preußen zugeordnet. Bis zum Jahr 1839 bildeten die Orte Walhausen und Schauren eine Gemeinde. Die in der Dorfmitte befindliche Kapelle wurde 1923/24 abgetragen und 1932 eine neue Kirche zu Ehren der Muttergottes errichtet. Seit 1946 ist der Ort Teil des damals neu gebildeten Landes Rheinland-Pfalz. Durch das Achte Verwaltungsvereinfachungsgesetz vom 18. Juli 1970 mit Wirkung vom 7. November 1970 kam der Ort dann zur Verbandsgemeinde Zell.

## Politik

### Gemeinderat
Der Gemeinderat in Walhausen besteht aus sechs Ratsmitgliedern, die bei der Kommunalwahl am 9. Juni 2024 in einer Mehrheitswahl gewählt wurden, und dem ehrenamtlichen Ortsbürgermeister als Vorsitzendem.

### Bürgermeister
Achim Stephani wurde am 9. Juli 2024 Ortsbürgermeister von Walhausen. Da bei der Direktwahl am 9. Juni 2024 kein Wahlvorschlag eingereicht wurde, oblag die Neuwahl des Bürgermeisters gemäß rheinland-pfälzischer Gemeindeordnung dem Rat, der sich auf seiner konstituierenden Sitzung für Achim Stephani entschied.
Seine Vorgänger waren Klaus Hansen, der das Amt seit Juni 2019 innehatte, und zuvor Egon Barden.

### Wappen
Blasonierung: In Silber eine gestürzte eingeschweifte schwarze Spitze, darin ein goldener Sparrenschrägbalken (Stufenbalken), begleitet von goldenen griechischen Kreuzchen, vorne pfahlweise drei linksgewendete rote Hifthörner, hinten pfahlweise drei schwarze Muscheln

Erklärung: Walhausen gehörte zum Blankenrather Gericht. Sparrenbalken, Jagdhörner und Muscheln sind Symbole der Adligen aus dem Blankenrather Gerichtssiegel vom 15. März 1775.

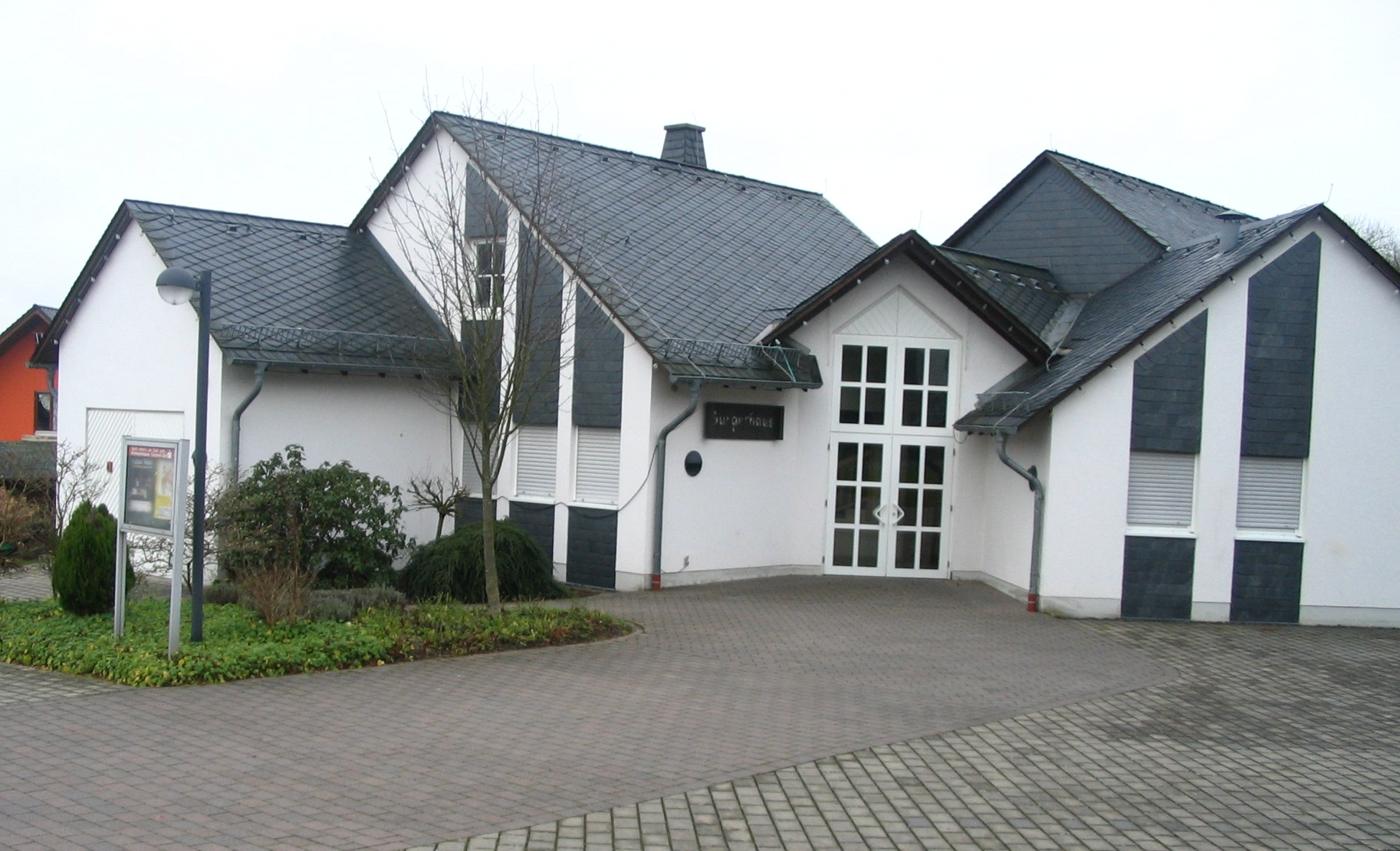
Modernes Bürgerhaus in der Dorfmitte

## Verkehr
Walhausen liegt im Verkehrsverbund Rhein-Mosel. Die Buslinie 722 verbindet das Dorf wochentags mit der nächsten Stadt, Zell (Mosel), und dem nächsten Bahnhof, Bullay (DB) an der Moselstrecke Trier–Koblenz.
Unmittelbar nördlich des Ortes verläuft die Bundesstraße 421.